# 尼基塔·连昆
尼基塔·伊万诺维奇·连昆（俄语：Ники́та Ива́нович Лянь-Кунь，1882年7月15日—1947年 ），华裔，苏联教育机构汉语和区域地理学教师，也是汉语教材和词典编纂者。

## 姓名
其中文原名未知。据其孙女奥尔加·连昆所述，他来俄之前的本姓是（音译“昆”）。但常见汉语姓氏中并无该读音对应的汉字，且20世纪初汉俄两种语言间的音译规则尚未统一，很可能会出现书写不准确的情况，因此其姓氏本字或为“孔”。

## 生平
据其亲属回忆，他出生在上海近郊 。幼年失怙，由俄罗斯教会传教团收养并受洗。
毕业于北京大学 。青年时期因出色嗓音（男低音）曾在俄罗斯教会传教团的唱诗班唱歌 。
1917年赴俄（家族传说称受某位俄罗斯教授邀请，该教授在传道团注意到这位才华横溢的年轻人 ）。
他曾担任赤塔一家中国工人报纸的编辑。
曾在苏联中央执行委员会东方学院教授汉语 。
1920-1940年间在伏龙芝军事学院东方系及红军总参谋部高等专科学校任教，编制隶属红军部队，培养超过300名汉语军官 。

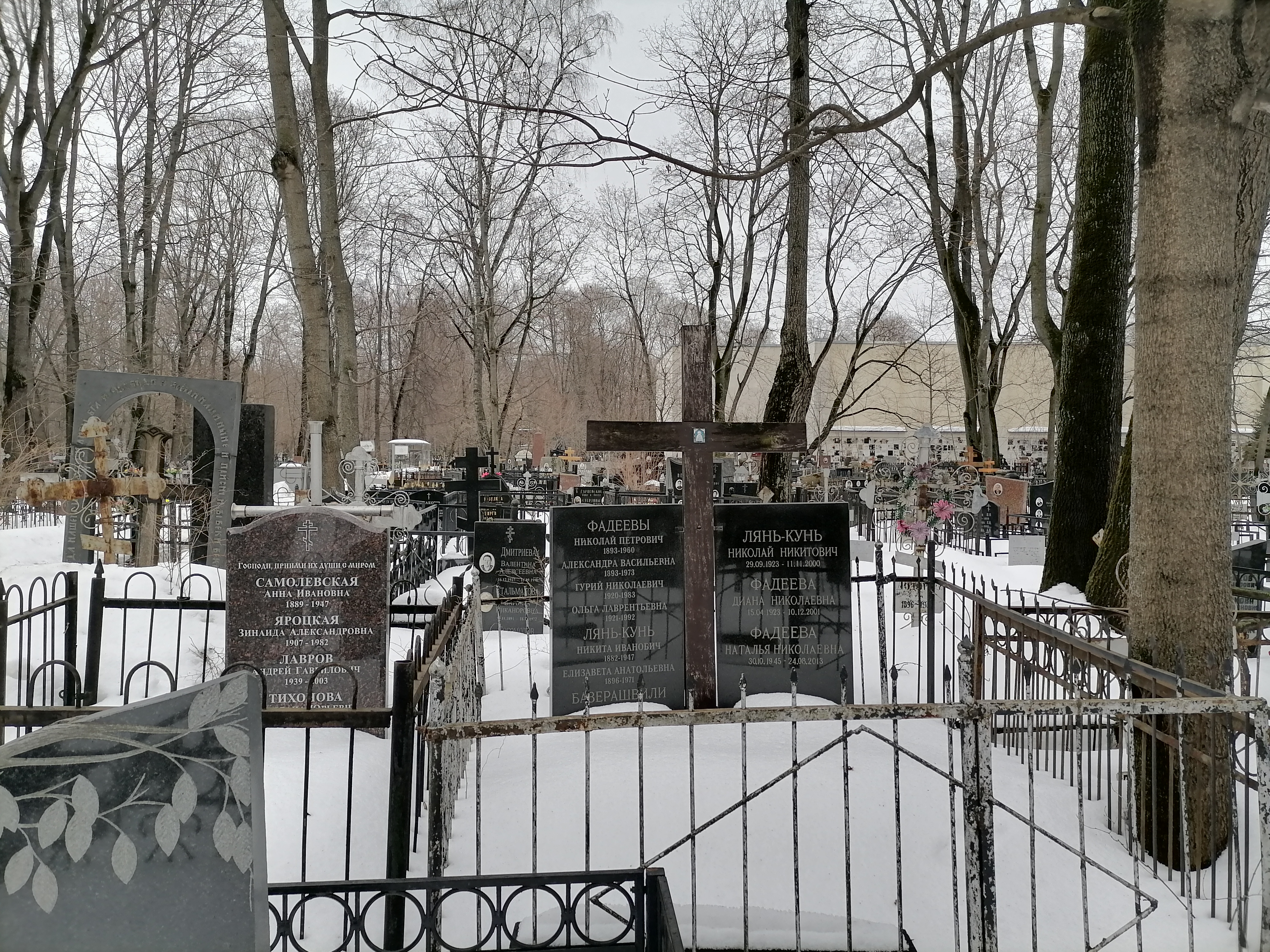
尼基塔·连坤的墓碑

1947年去世，葬于瓦甘科沃公墓（第25区）。

## 家庭
妻子叶丽莎维塔·阿纳托利耶夫娜，育有四子女：妮娜、索菲亚、伊琳娜和尼古拉。据家族回忆，梁坤刻意不教子女中文，担心他们掌握汉语后可能被派往中国从事间谍工作。

## 奖项
- 荣誉勋章：苏联最高苏维埃主席团1944年6月17日法令。

授勋评语摘译：
|  | 自1921年至今在军事院校（伏龙芝军事学院、总参高等学院）从事教学工作。1922-1937年隶属红军编制，副教授。培养约300名汉语军官，部分学员现任职于总参学院及东方学院，多数精通汉语者长期驻外执行任务。作风严谨的实践型教育者，具备优秀教学能力，恪尽职守传授经验。在六十寿辰之际，因培养侦察军官的卓越成就，值得授予政府嘉奖——荣誉勋章。 |